# Ängbykyrkan
Ängbykyrkan tillhör Bromma församling i Stockholms stift. Den ligger i Blackeberg vid gränsen till Södra Ängby i Stockholm.

## Kyrkobyggnaden
Kyrkan uppfördes efter ritningar av Björn Hedvall och invigdes 1959. Kyrkobyggnaden är uppförd av tegel som har belagts med vitgrå puts. Dess branta tak är täckt med grå skiffer. Kyrkorummet är enskeppigt och orienterat i traditionell öst-västlig riktning. De glasmålningar i högbränt, blyinfattat glas som finns i korfönstret samt på sidoskeppets södra sida gjordes av konstnären Randi Fisher, som var Björn Hedvalls systerdotter. Glaset i korfönstret är i olika blå nyanser med lysande röda partier som symboliserar Kristi sår. De kopparklädda kyrkportarna pryds av två skulpterade kopparhandtag i form av fiskar gjorda av C-O Avén.
Norr om kyrkan står en klockstapel som är byggd av betong i en öppen konstruktion. Allra längst upp finns en kyrktupp av järn. Två kyrkklockor hänger i stapeln.
År 1999 gjordes en totalrenovering av Ängbykyrkan. När innerväggarna putsades om lämnades en liten fyrkantig ruta kvar av den gamla väggnyansen, vilken nu syns i taket till höger ovanför orgelläktaren. Det byggdes också en inglasad gång mellan kyrkorummet, nedanför predikstolen, och församlingshusdelen. Ängbykyrkan återinvigdes den 3 oktober 1999 av biskop Caroline Krook.
Under åren 2002 till 2005 arbetade arkitekt Magnus Silfverhielm med att anpassa kyrkorummet till både den stora och den lilla gruppen. Bland annat har bänkinredningen omformats genom att man har lyft bort två bänkrader vid kortrappan och kvarvarande bänkar har kortats. Ett nytt fristående nattvardsbord, ambo, sedilia och dopbord samt en ny specialritad stol togs fram. Ett femte konsekrationskors ristades även in i huvudaltaret. Kyrkan återinvigdes av biskop Caroline Krook den 2 oktober 2005.
Ängbykyrkan är församlingens barn-, ungdoms- och familjekyrka. Sammankopplat med kyrkan finns även en öppen förskola. Huvudman för förskolan är Bromma församling, som driver allmän förskola på kristen grund.
I Ängbykyrkan firas gudstjänst varje söndag under terminstid.

## Inventarier
Altaret är av röd granit och har inhuggna konsektrationskors på skivan. Altarkrucifixet, de sex altarljusstakarna samt nattvardssilvret har utförts av konstnären och silversmeden Bertil Berggren Askenström. I altarkrucifixet är Kristus framställd som den triumferade konungen. Själva korset har en guldmosaik inom en silverram. De spetsiga ändarna är i sirligt, genombrutet silver och föreställer de fyra evanglistsymbolerna.
Dopfunten har en fyrkantig, uppåt avsmalnande fot, och en vid skålformad cuppa, som är gjord av gulgrå granit. Predikstolen i furu är tresidig och står på en låg sockel av kalksten. Ljudtaket är platt och sexkantigt och har en meterhög ståndare överst.

## Bildgalleri

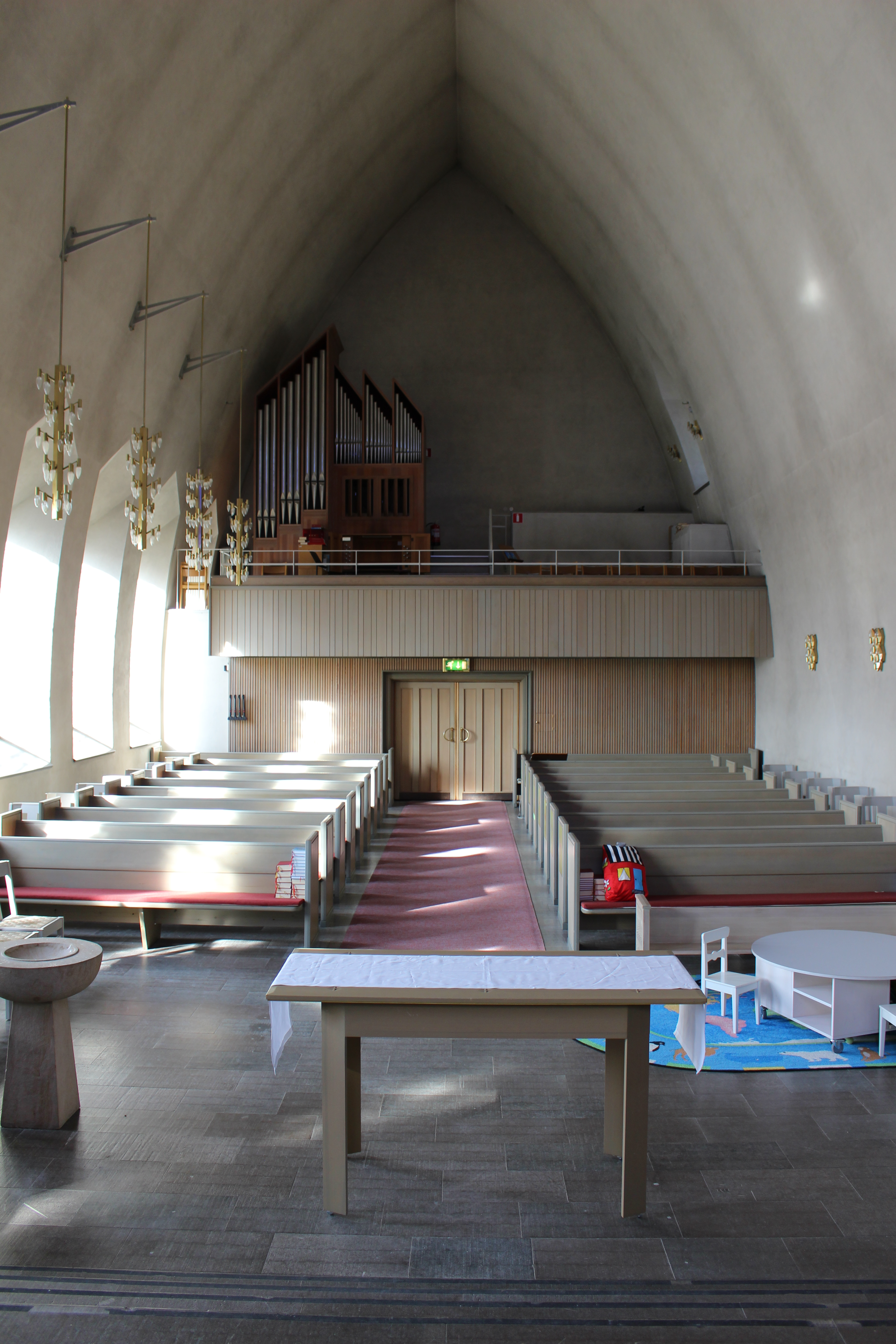
Kyrkorum mot väster
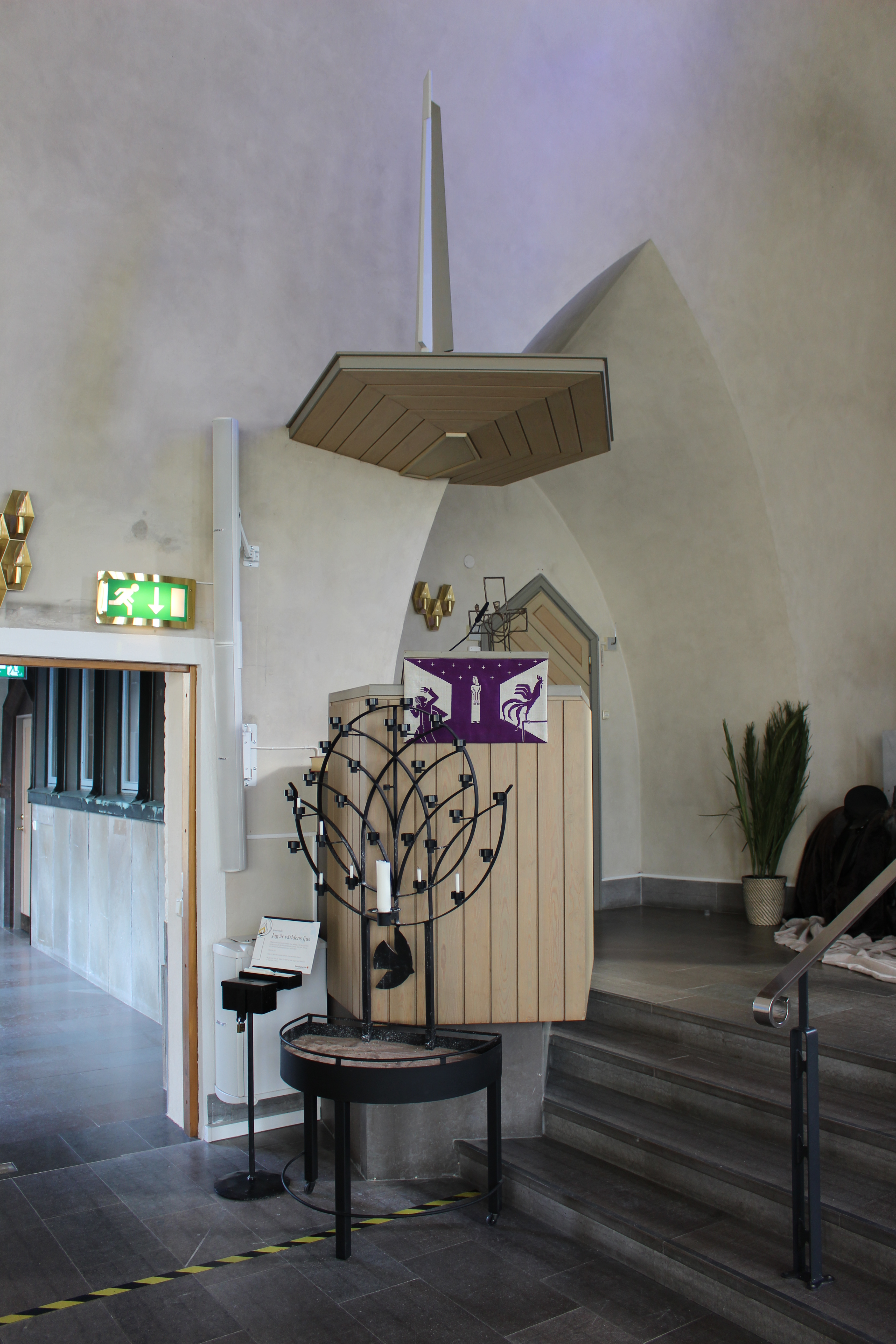
Predikstol
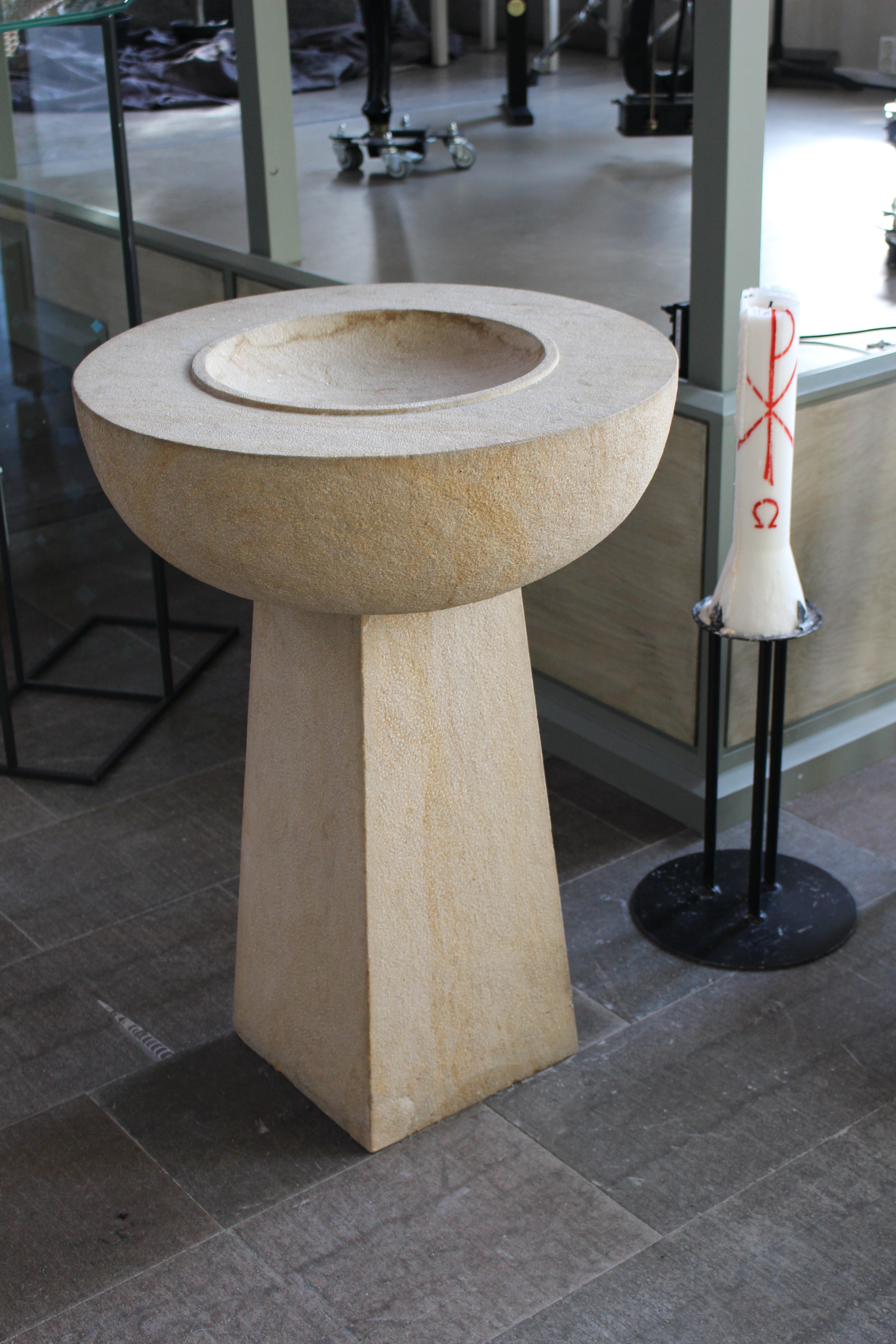
Dopfunt
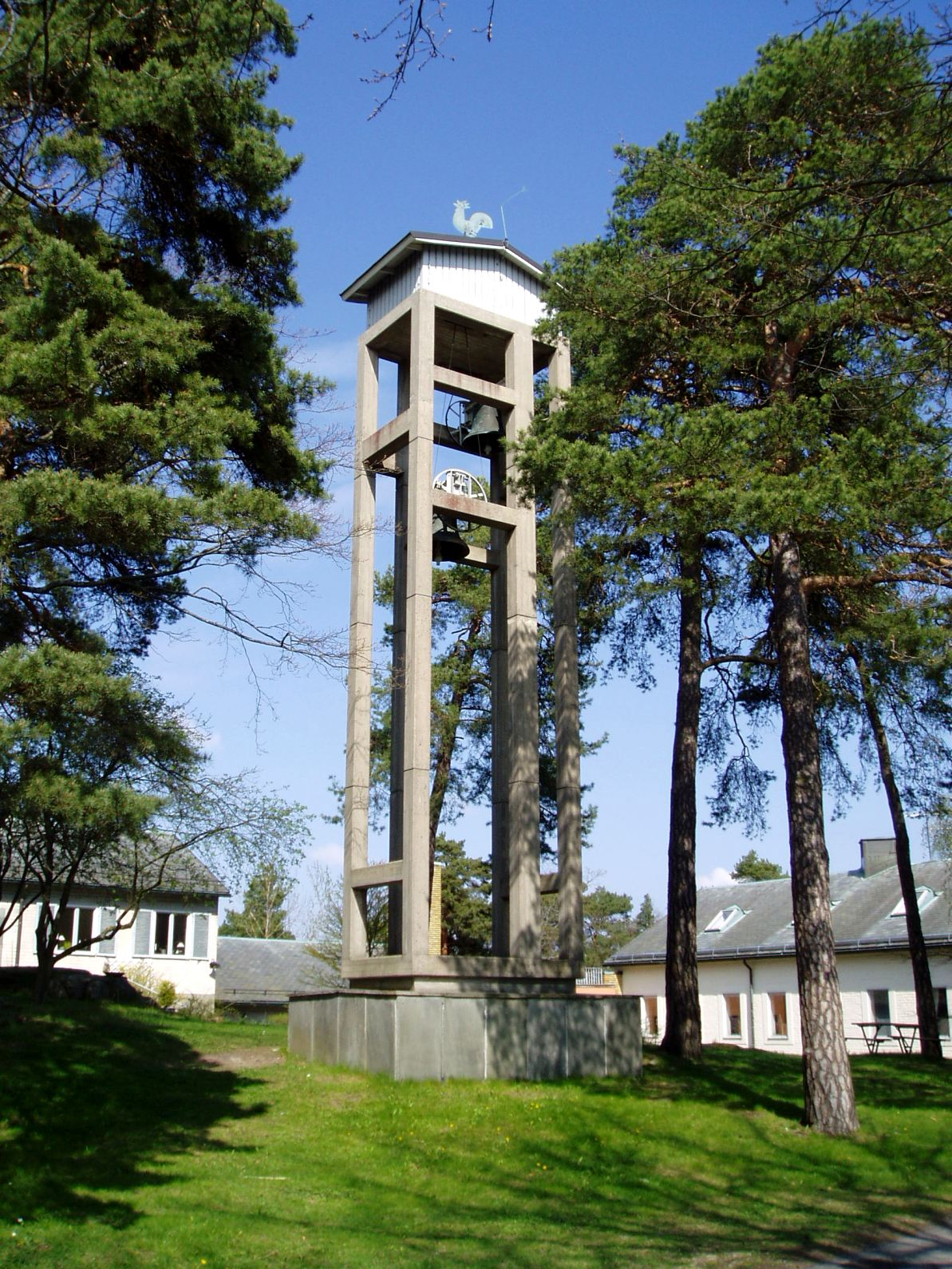
Klocktornet